# Andy Manndorff

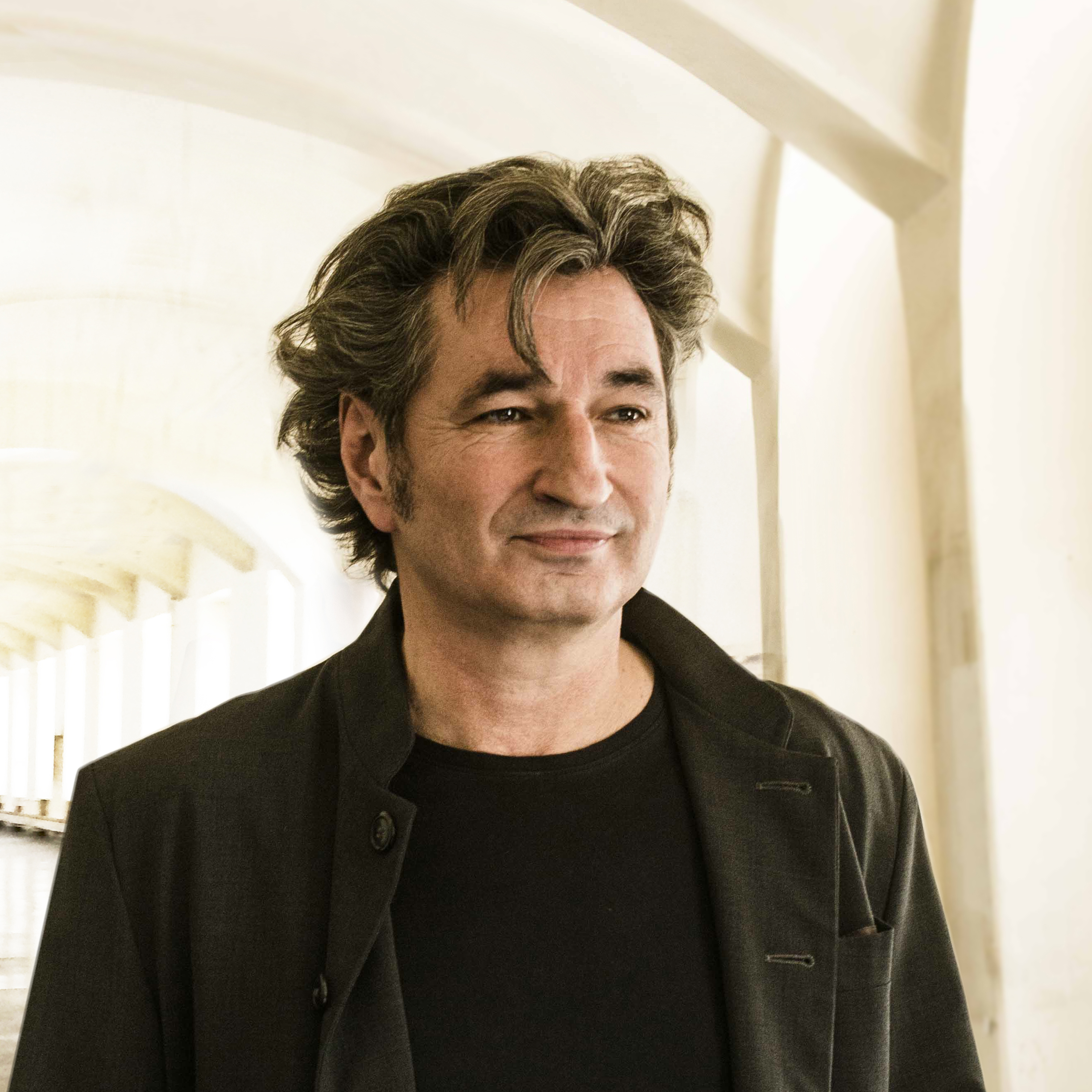
Andy Manndorff (2013)

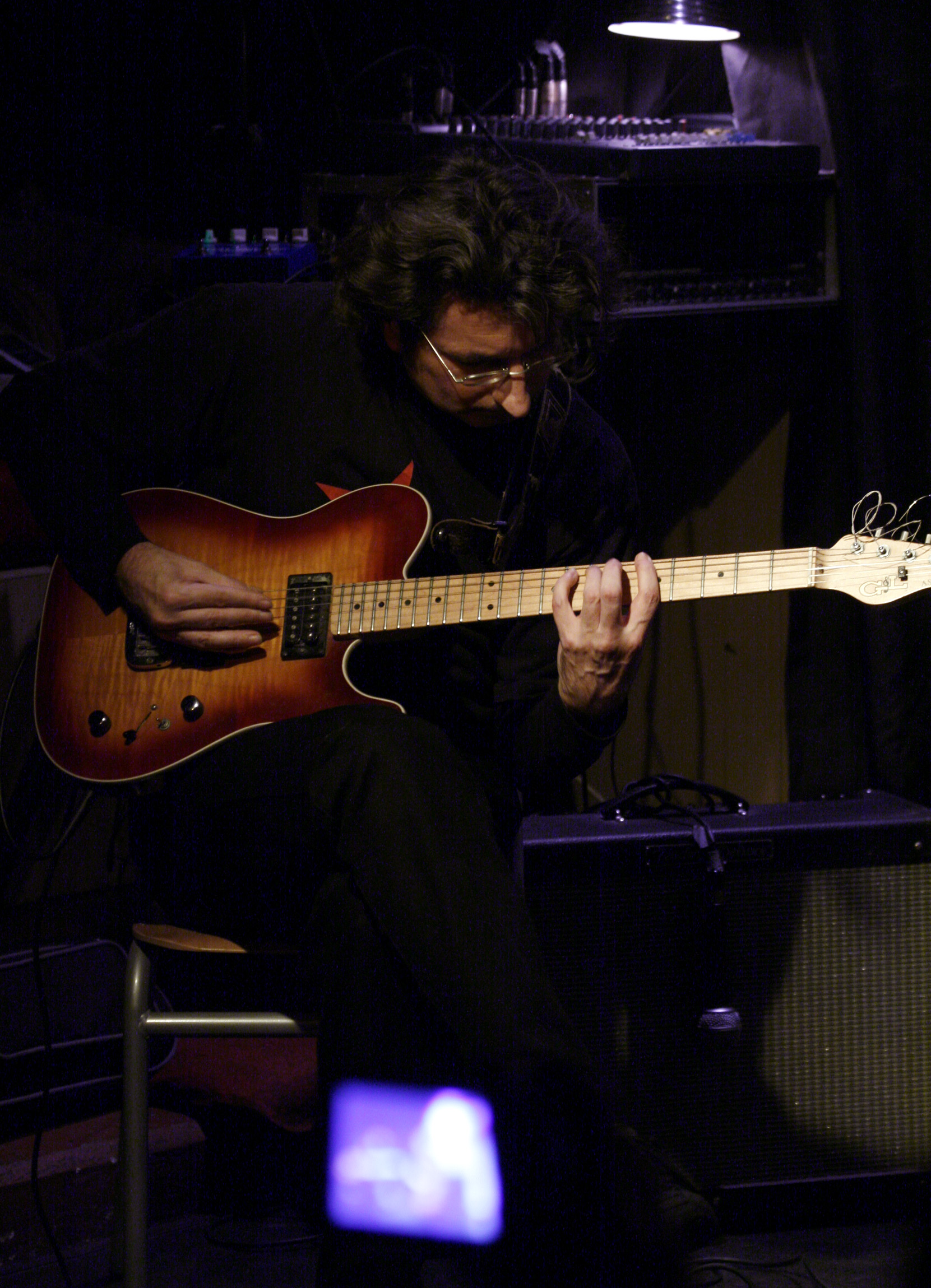
Andy Manndorff (Wien 2008)

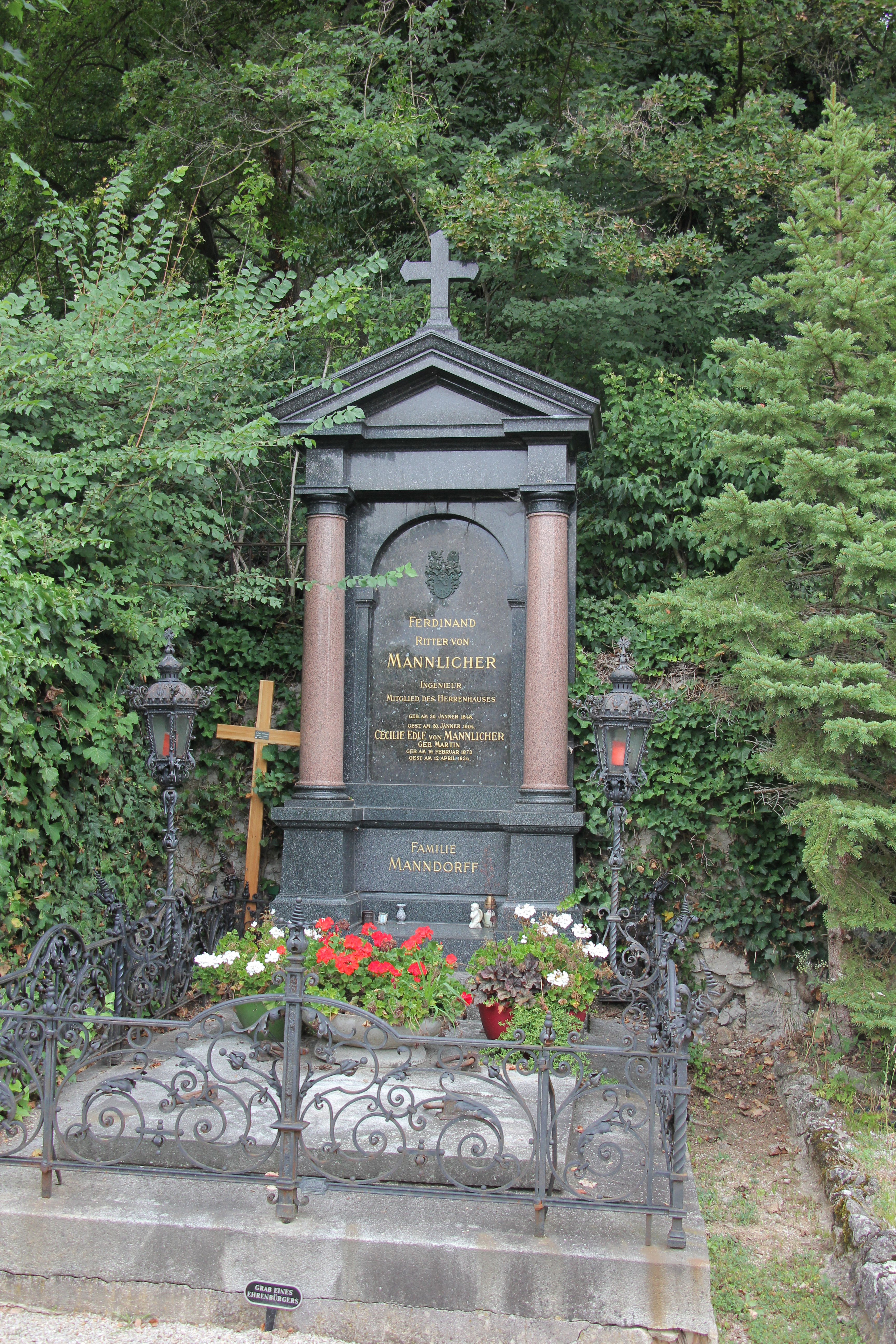
Grabstätte Andy Manndorff, links das Holzkreuz neben dem Grabstein der Familie

Andy Manndorff (* 24. Februar 1957 in Wien; † 8. September 2017 ebenda) war ein österreichischer Komponist und Jazzgitarrist.

## Leben
Manndorff, der Sohn des Politikers Ferdinand Manndorff, studierte klassische Gitarre an der Hochschule für Musik und darstellende Kunst Wien. Von 1980 bis 1987 war er in Amsterdam tätig, danach bis 1995 in New York.
Seit 1995 arbeitete Manndorff in Wien überwiegend an eigenen Projekten. Im Weiteren komponierte er Kammermusik sowie für das Künstlerhaus Wien die Oper Larry und unterrichtete elektrische und akustische Gitarre am Vienna Music Institute.
Manndorff trat auf Tourneen und Konzerten in Europa, den USA und Afrika auf. Er spielte mit dem Karnataka College of Percussion sowie dem Vienna Art Orchestra (Two Little Animals) und leitete zwei Trio-Formationen (mit Achim Tang und Reinhardt Winkler sowie mit Georg Breinschmid und Wolfgang Reisinger). Zu seinen regelmäßigen musikalischen Partnern zählten Wolfgang Puschnig (Mixed Metaphors), Dave Liebman, Thomas Kaufmann, Geiger Andi Schreiber und Moa Janes.
Seine letzte Ruhestätte befindet sich auf dem Friedhof Hinterbrühl.

## Diskografische Hinweise
- Blue Glass
- The Gatecrasher, 1992
- Talking Elevator, 1997
- Hakoah, 1999
- Matter and Motion, 2001 (solo)
- Thomas Pernes/Andy Manndorff Perndorff, 2004
- Hard Poetry, 2004
- Up to Scratch, 2005
- Reports from Inside, 2007 (mit Andi Schreiber)
- You Break It – You Own It, 2008 (manndorff trio)[2]
- Dirt and Soil, 2011 (Clemens Wenger, Stomu Takeishi, Ted Poor)[3]
- Pandora, 2016